# Lesley-Ann Brandt
Lesley-Ann Brandt (Ciudad del Cabo, 2 de diciembre de 1981) es una actriz sudafricana-estadounidense más conocida por haber interpretado a Mazikeen en la serie Lucifer y a Naevia en Spartacus.

## Biografía
Nació en Ciudad del Cabo, Sudáfrica, en 1981 se mudó a Auckland, Nueva Zelanda con sus padres y su hermano.

## Carrera
En 2009 se unió al elenco de la serie Diplomatic Immunity, donde dio vida a Leilani Fa'auigaese.
En 2010 se unió al elenco de la exitosa serie Spartacus: Blood and Sand, donde interpretó a la esclava Naevia. Ese mismo año apareció en la serie Legend of the Seeker, donde interpretó a la Hermana Thea. En 2011 volvió a interpretar a Naevia en la serie Spartacus: Gods of the Arena. Lesley no regresó para Spartacus: Vengeance en 2012 debido a que la producción chocaba con un compromiso fílmico. La actriz Cynthia Addai-Robinson interpretó a Naevia en Vengeance. Ese mismo año apareció como invitada en la popular serie CSI: NY, donde interpretó a Camille Jordanson. También apareció en la serie de espías Chuck. En 2013 se unió al elenco recurrente de la tercera temporada de la serie Single Ladies, donde interpretó a Naomi Cox.

## Filmografía

### Series de televisión
| Año         | Serie                               | Personaje                 | Notas                                            |
| ----------- | ----------------------------------- | ------------------------- | ------------------------------------------------ |
| 2024        | The Walking Dead: The Ones Who Live | Pearl Thorne              | 3 episodios                                      |
| 2016 - 2021 | Lucifer                             | Mazikeen                  | 67 episodios                                     |
| 2014 - 2015 | The Librarians                      | Lamia                     | 5 episodios                                      |
| 2014        | Single Ladies                       | Naomi Cox                 | 11 episodios                                     |
| 2014        | Gotham                              | Larissa Diaz / Copperhead | episodio "Lovecraft"                             |
| 2014        | Killer Women                        | Amber Flynn               | episodio "In and Out"                            |
| 2013        | Being Mary Jane                     | Tamiko Roberts            | episodio "Girls Night In"                        |
| 2011        | Memphis Beat                        | Adriana                   | episodio "The Things We Carry"                   |
| 2011        | CSI: NY                             | Camille Jordanson         | 2 episodios                                      |
| 2011        | Spartacus: Gods of the Arena        | Naevia                    | 6 episodios                                      |
| 2011        | Chuck                               | Fatima Tazi               | episodio "Chuck Versus the Seduction Impossible" |
| 2010        | This Is Not My Life                 | Reportera Hine            | 2 episodios                                      |
| 2010        | Legend of the Seeker                | Hermana Thea              | episodio "Tears"                                 |
| 2010        | Spartacus: Blood and Sand           | Naevia                    | 11 episodios                                     |
| 2009        | Diplomatic Immunity                 | Leilani Fa'auigaese       | 13 episodios                                     |
| 2007        | Shortland Street                    | Sonia                     | episodio # 16.178                                |

### Películas
| Año  | Título                            | Personaje       | Notas                                                                                             |
| ---- | --------------------------------- | --------------- | ------------------------------------------------------------------------------------------------- |
| 2015 | Killing Winston Jones             | Virginia Carver | junto a Richard Dreyfuss, Danny Masterson, Danny Glover y Jon Heder                               |
| 2015 | Painkillers                       | Guts            | junto a Tahmoh Penikett, Colm Feore, Erica Durance y Julia Voth                                   |
| 2015 | Heartlock                         | Tera Sharpe     | junto a Alexander Dreymon, Erik LaRay Harvey, Cedric Young y Wayne David Parker                   |
| 2013 | Duke                              | Violet          | junto a Carmine Giovinazzo, Hank Harris, Vanessa Ferlito, Michael Irby y Anthony Gaudioso         |
| 2013 | Drift                             | Lani            | junto a Sam Worthington, Xavier Samuel, Myles Pollard, Steve Bastoni, Ben Mortley y Aaron Glenane |
| 2012 | A Beautiful Soul                  | Angela Barry    | junto a Harry Lennix, Robert Ri'chard, Barry Floyd y Trevor Jackson                               |
| 2011 | Zombie Apocalypse                 | Cassie          | junto a Gary Weeks, Taryn Manning, Johnny Pacar y Ving Rhames                                     |
| 2011 | InSight                           | Valerie Khoury  | junto a Sean Patrick Flanery, Natalie Zea, Angeline-Rose Troy, Adam Baldwin y Thomas Ian Nicholas |
| 2010 | The Hopes & Dreams of Gazza Snell | Sharon          | junto a William McInnes, Robyn Malcolm, Mia Blake y Mark Clare                                    |